# Yamaha YZR-M1
Die Yamaha YZR-M1 ist ein Rennmotorrad, das von Yamaha Racing entwickelt wurde und seit 2002 in der MotoGP-Klasse, der höchsten Prototypen-Kategorie der FIM-Motorrad-Straßenweltmeisterschaft, eingesetzt wird.

## Erfolge und Statistiken
2002 holte Yamaha mit seinen Werkspiloten Max Biaggi und Carlos Checa hinter Valentino Rossi für Biaggi den Vizeweltmeistertitel in der MotoGP. In der Herstellerwertung (Constructors' Championship) belegte Yamaha Rang zwei hinter Honda. 2003 fiel Yamaha in der technischen Entwicklung zurück. Die Werkspiloten Loris Capirossi  und Carlos Checa wurden nur Vierter beziehungsweise Siebter in der Fahrerweltmeisterschaft. In der Herstellerweltmeisterschaft fiel Yamaha hinter Honda und Ducati auf Rang drei zurück.
Checas neuer Teamkollege bei Yamaha wurde 2004 Valentino Rossi. Mit neun Siegen wurde Rossi mit 304 Punkten überlegen Weltmeister. Checa hingegen holte nur 117 Punkte; wodurch Yamaha den Titel in der Herstellerwertung an Honda verlor. 2005 deklassierte Rossi mit elf Siegen die Konkurrenz und wurde damit erneut Weltmeister. Sein neuer Teamkollege war Colin Edwards der mit seinen 179 Punkten den Titelgewinn in der Konstrukteursmeisterschaft für Yamaha sicherte.
2006 konnte Yamaha mit der Kombination Edwards und Rossi fünf Siege einfahren. Mit diesen fünf von Rossi wurde Yamaha mit 289 Punkten Vizeweltmeister in der Fahrer- und Herstellerwertung. 2007 verlor Yamaha weiter Boden auf die Kontrahenten Honda und Ducati. Rossi gewann vier Rennen und wurde Dritter in der Fahrerwertung; Edwards nur Neunter. In der Herstellerwertung belegte Yamaha Rang drei.
2008 verpflichtete Yamaha neben Valentino Rossi den Spanier Jorge Lorenzo. Das Duo gewann zehn Rennen. Neun hiervon fuhr Rossi ein, der mit 373 Punkten überlegen Weltmeister wurde. Mit 402 Punkten wurde Yamaha Weltmeister. 2009 siegte Yamaha mit dieser Fahrerpaarung weitere neunmal. Mit sechs Siegen verteidigte Rossi seinen Weltmeistertitel vor Lorenzo der Vizeweltmeister wurde. Mit 386 Punkten sicherte sich Yamaha zusätzlich auch die Herstellerweltmeisterschaft.
2010 deklassierte Yamaha mit Rossi/Lorenzo die Konkurrenz und wurde überlegener Weltmeister; sowohl in der Fahrerwertung als auch in der Herstellerwertung. Lorenzo gewann neun Rennen; Rossi weitere vier. Mit 617 Punkten in der Konstrukteurswertung deklassierte Yamaha die Konkurrenz Honda und Ducati. 2011 setzte das Yamaha-Werksteam auf die Fahrerpaarung Lorenzo/Ben Spies; die Erfolge aus dem Vorjahr ließen sich jedoch nicht mehr wiederholen. Lorenzo gewann drei Rennen, Spies eines. In der Konstrukteurswertung wurde Yamaha hinter Honda abgeschlagener Zweiter.
Für die 2012 entwickelte Yamaha ein überarbeitetes Motorrad. Hiermit gewann Lorenzo sechs Rennen und wurde Weltmeister. Sein Teamkollege Ben Spies wurde in der Fahrerwertung zehnter. Erneut musste sich Yamaha in der Herstellerwertung Honda geschlagen geben. In der Saison 2013 fahren für das Yamaha-Werksteam Lorenzo und der zu Yamaha zurückgekehrte Valentino Rossi. Das MotoGP Team Tech-3 setzt diese Maschine ebenfalls ein; pilotiert werden diese von Pol Espargaró und Bradley Smith.

### Siege und Titel
- 2002: 2
- 2004: 9 – Fahrerweltmeister

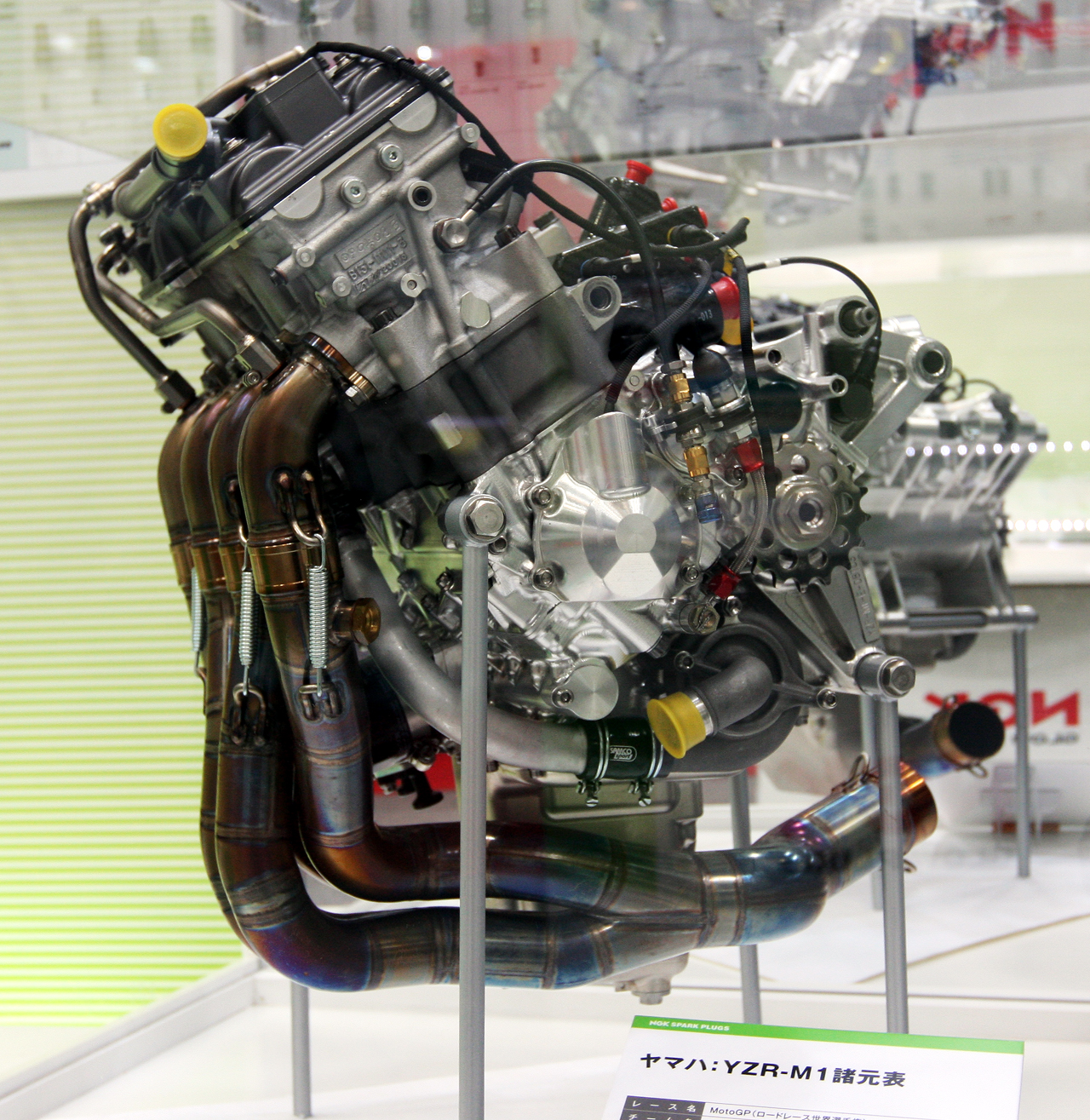
Motor der Saison 2008

- 2005: 11 – Fahrerweltmeister und Konstrukteursweltmeister
- 2006: 5
- 2007: 4
- 2008: 10 – Fahrerweltmeister und Konstrukteursweltmeister
- 2009: 10 – Fahrerweltmeister und Konstrukteursweltmeister
- 2010: 11 – Fahrerweltmeister und Konstrukteursweltmeister
- 2011: 4
- 2012: 6 – Fahrerweltmeister
- 2013: 9
- 2014: 4
- 2015: 11 – Fahrerweltmeister und Konstrukteursweltmeister
- 2016: 6
- 2017: 4
- 2018: 1
- 2019: 2
- 2020: 6
- 2021: 6 – Fahrerweltmeister
- 2022: 3

## Technische Daten

### Galerieansichten

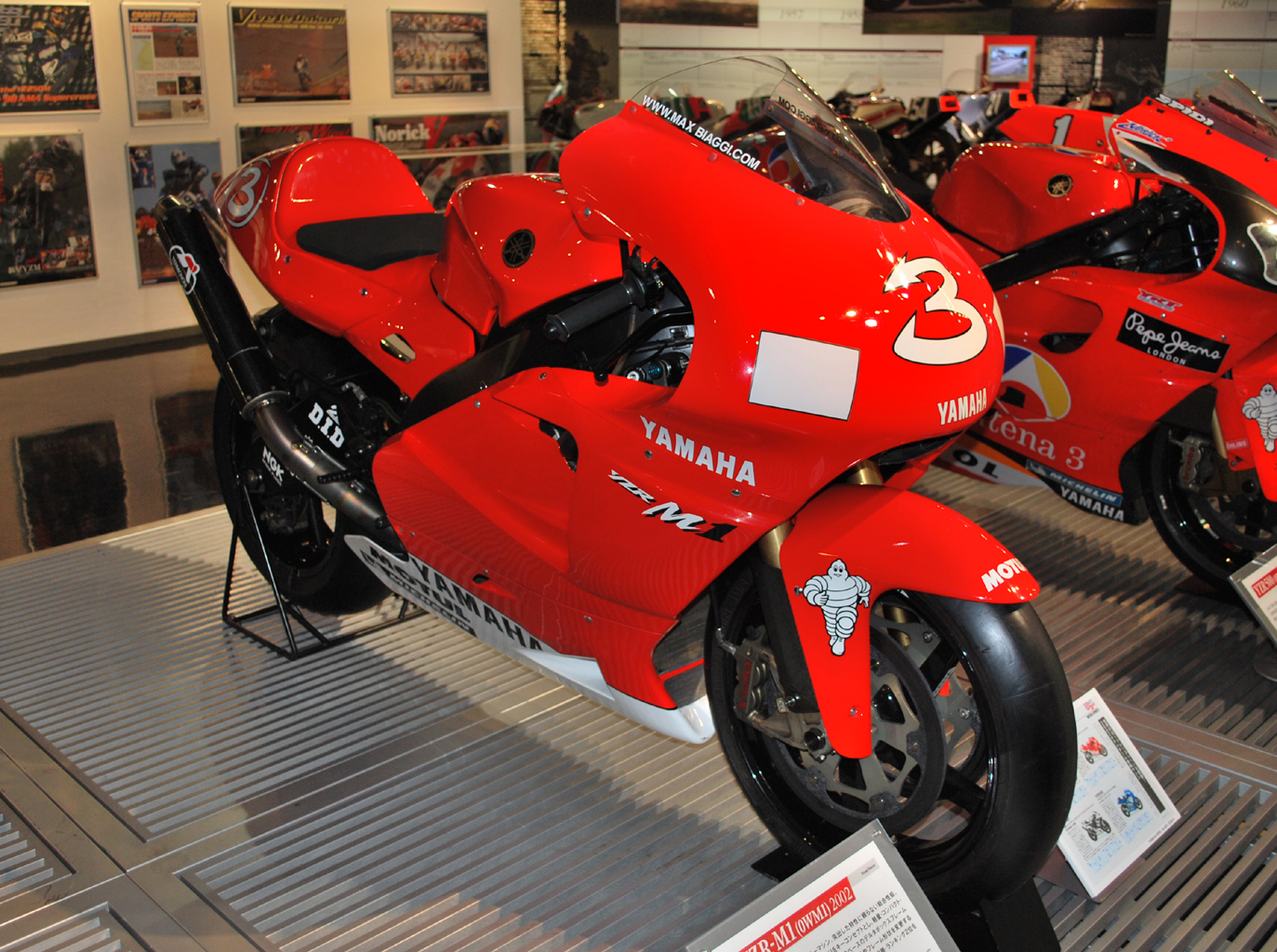
2002er-Modell
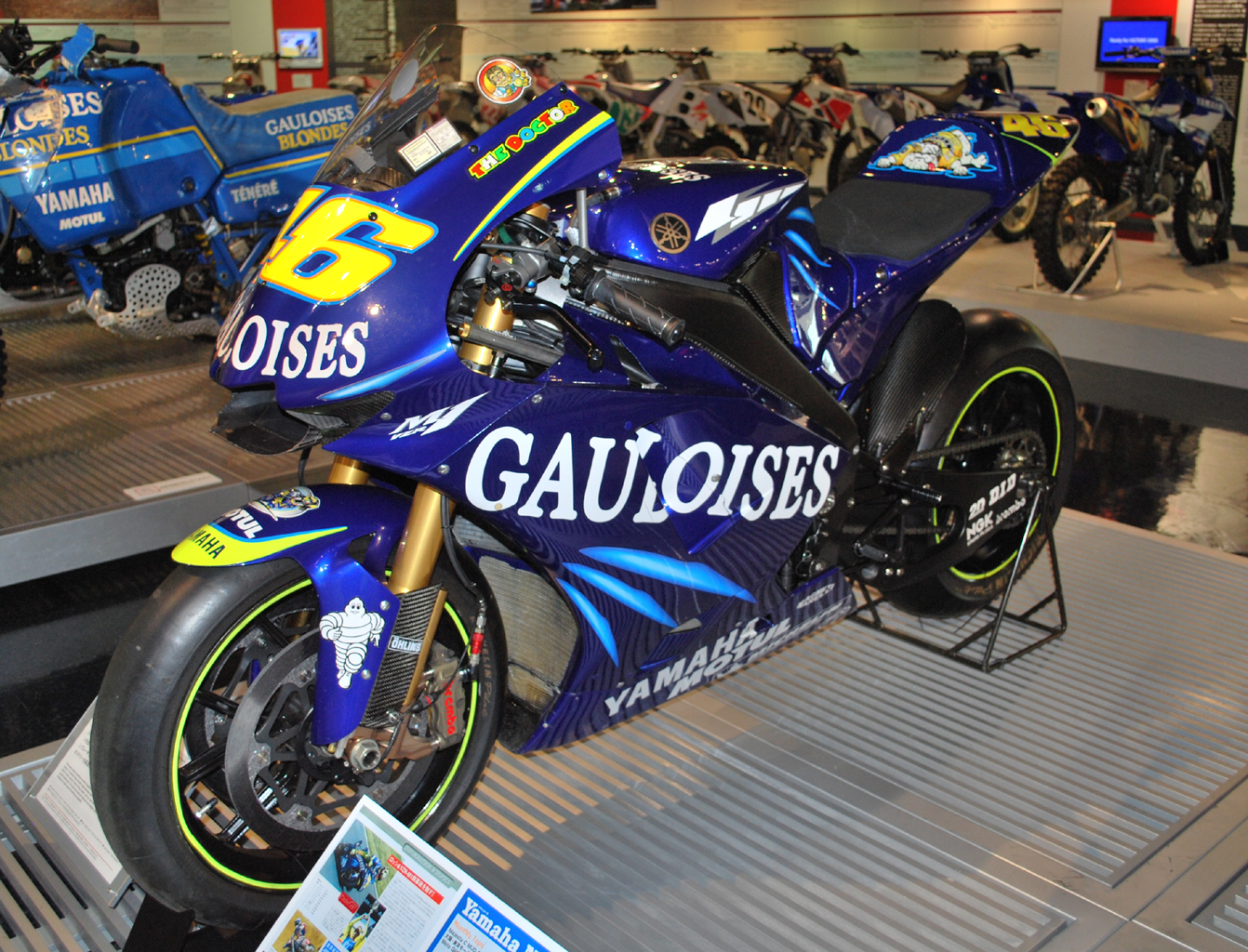
2004er-Modell
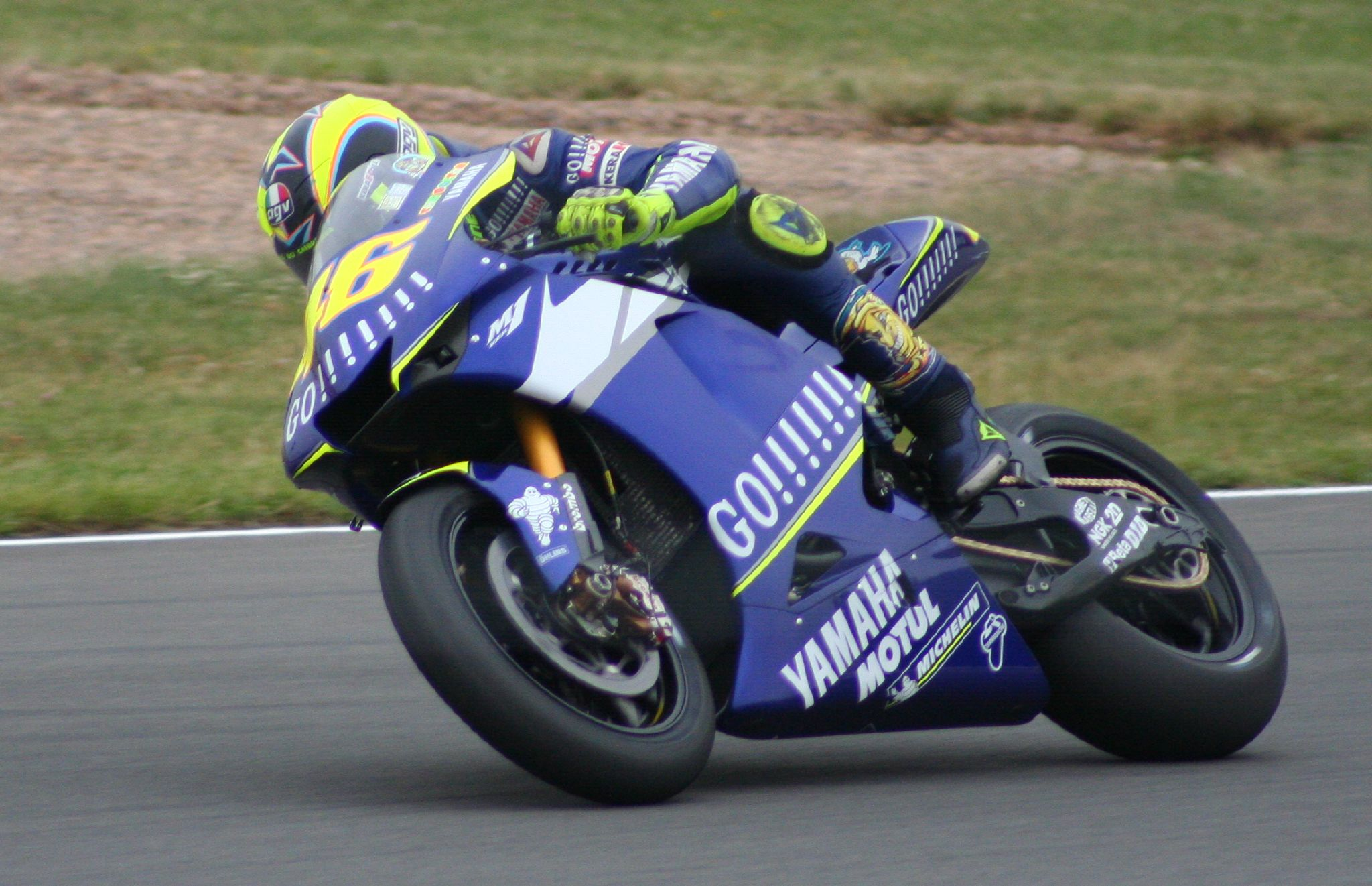
2005er-Modell
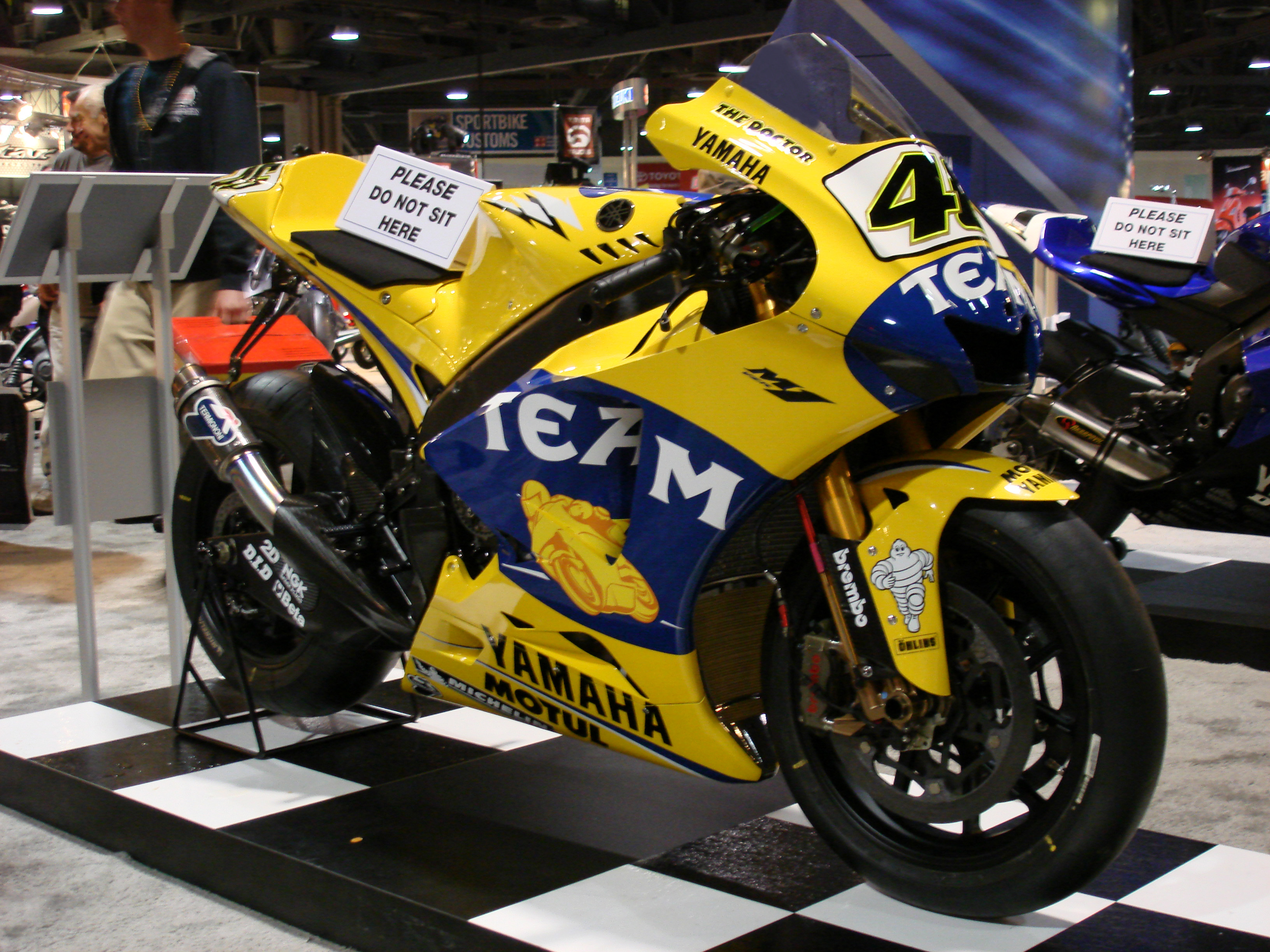
2006er-Modell
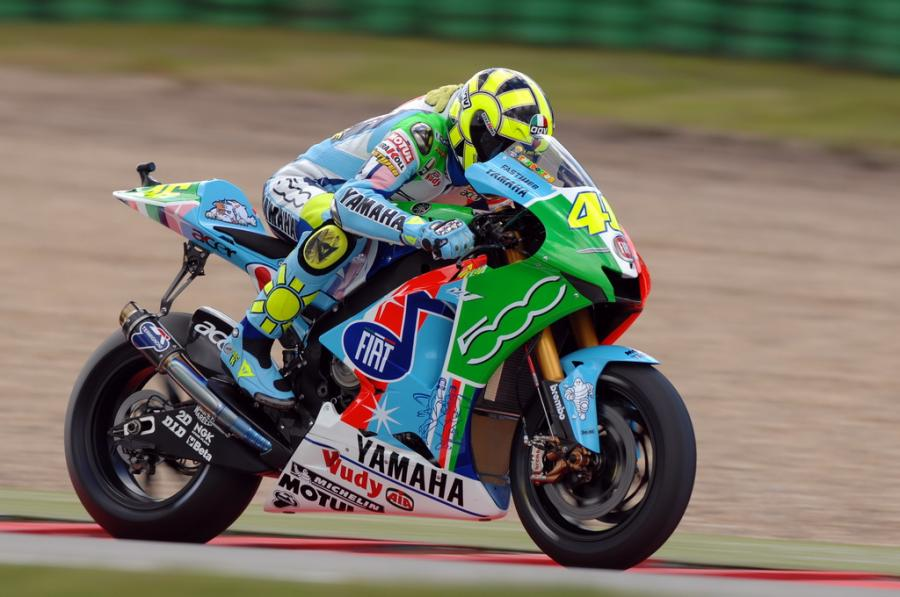
2007er-Modell
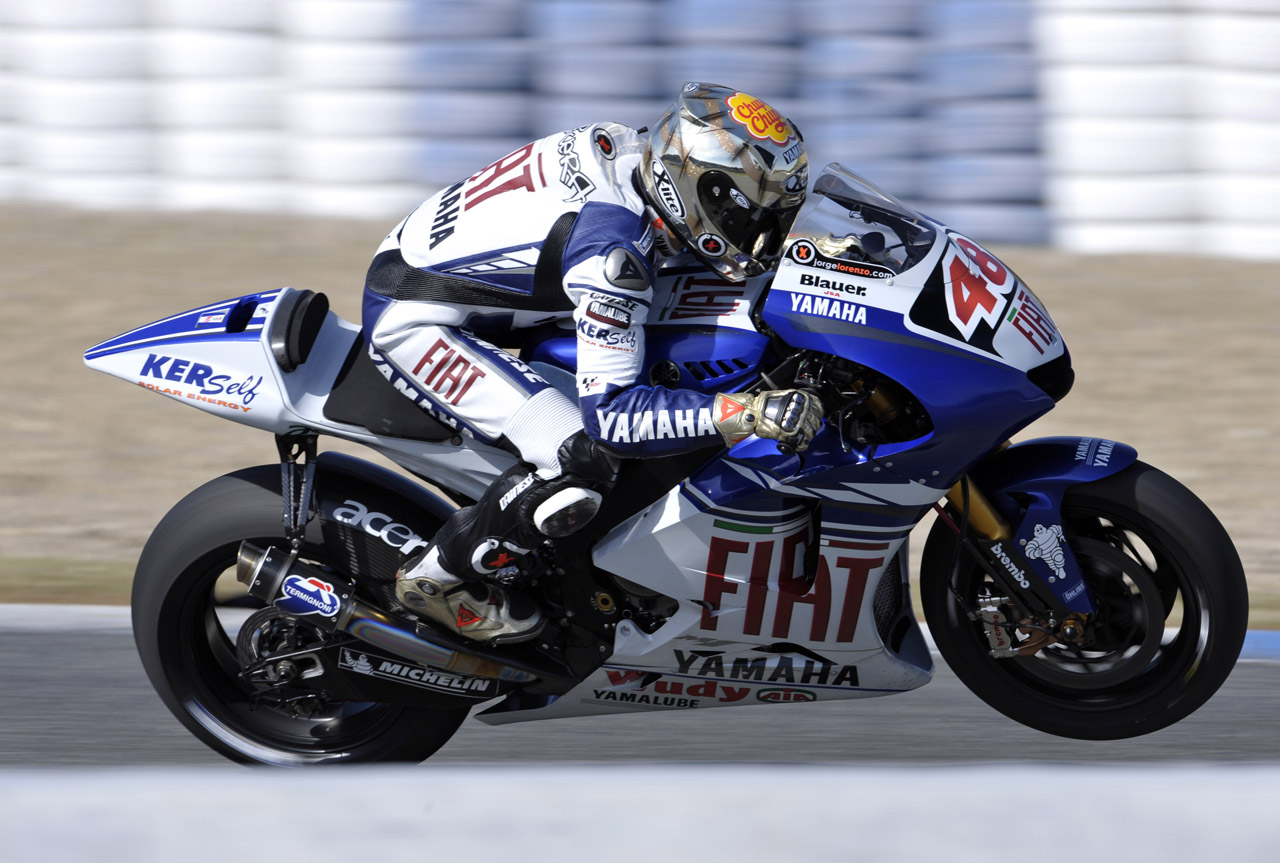
2008er-Modell
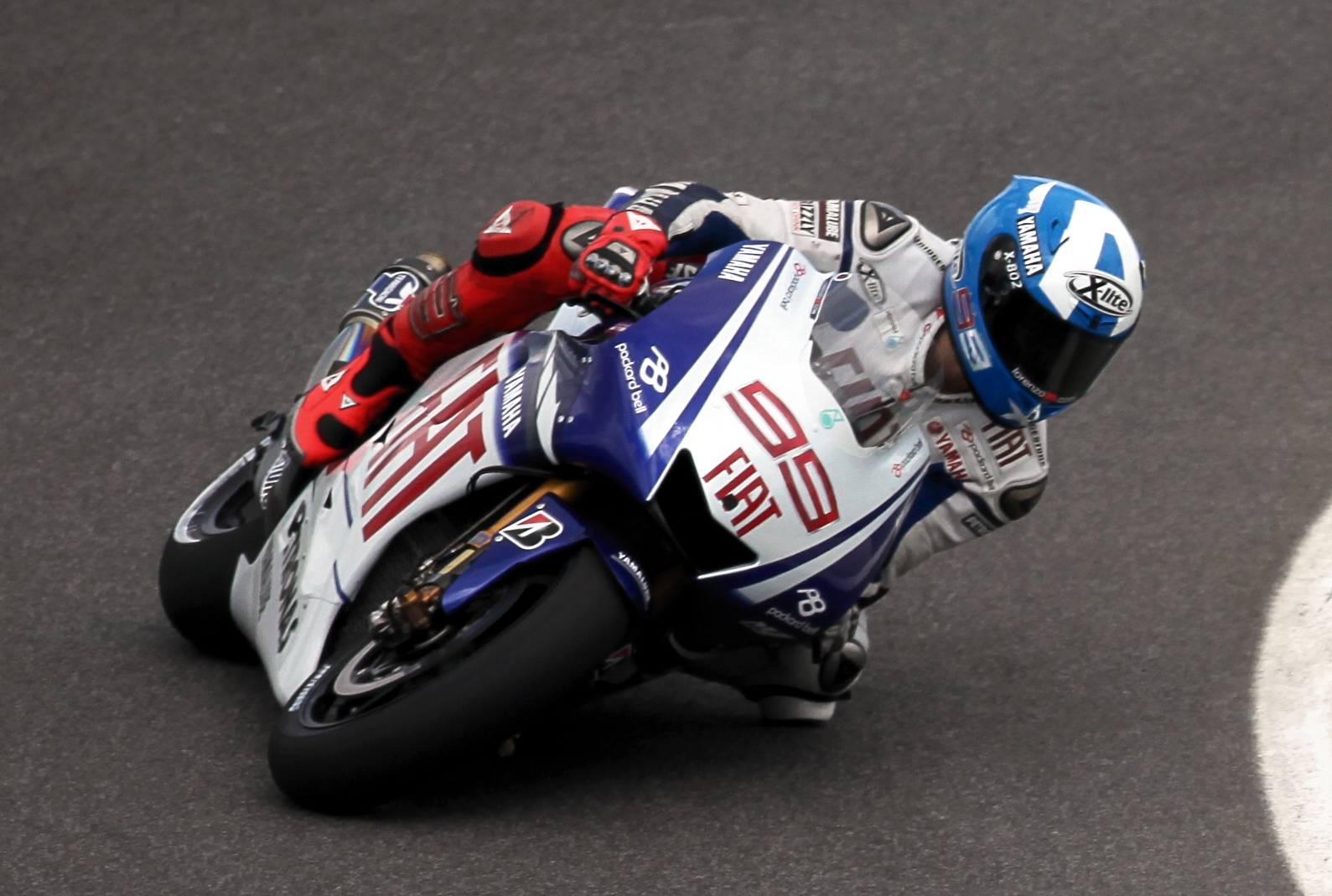
2009er-Modell
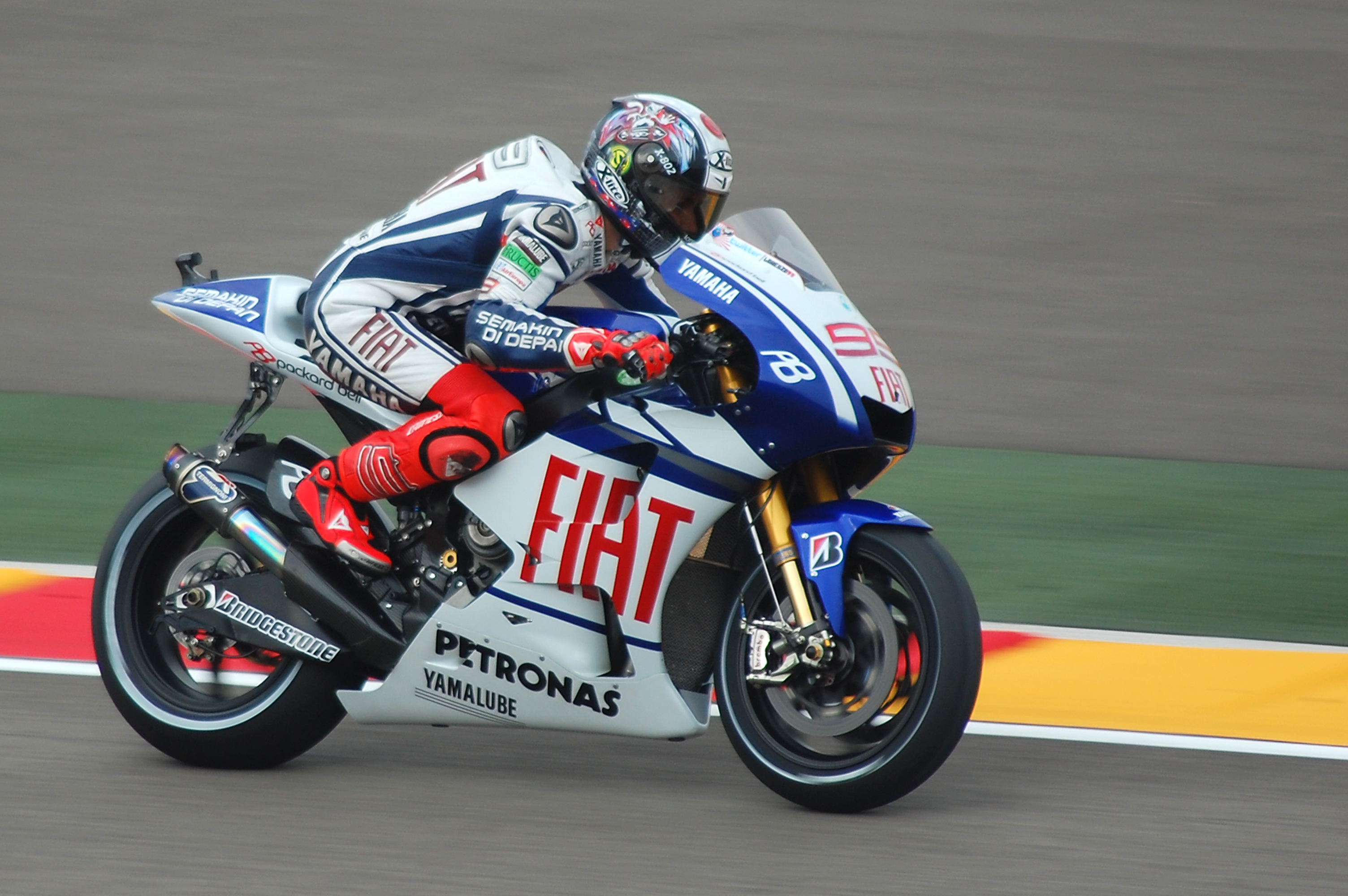
2010er-Modell
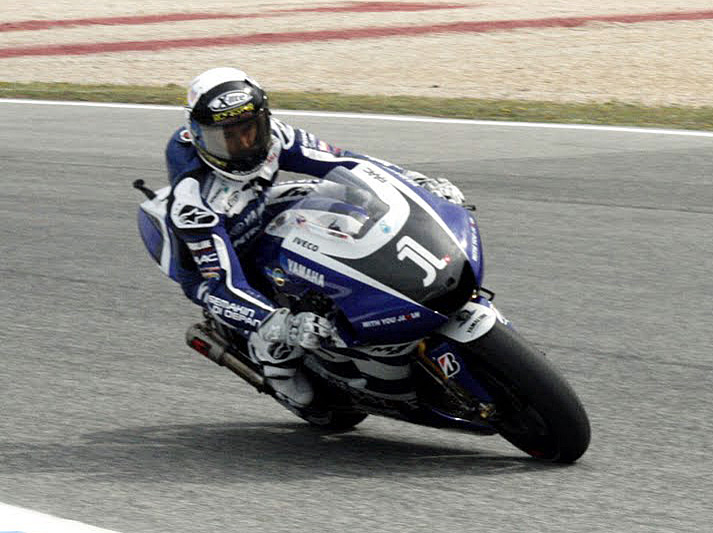
2011er-Modell
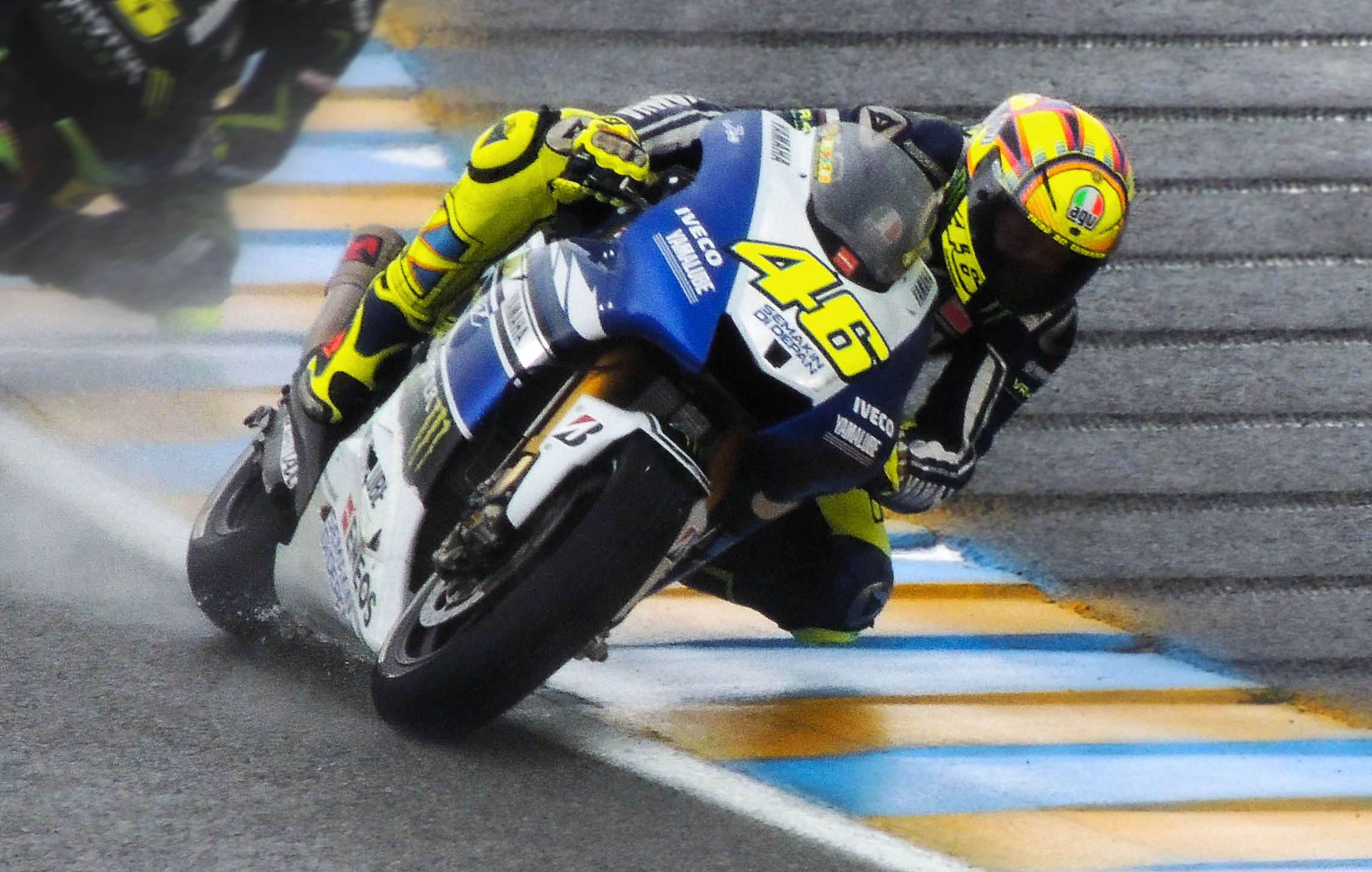
2013er-Modell
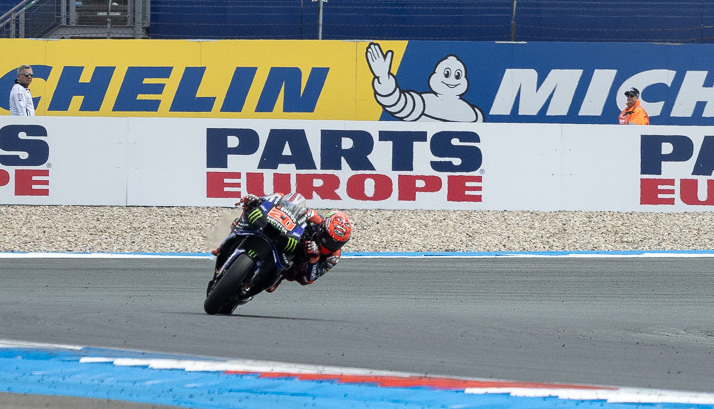
2024er-Modell

### 2009er-Modell
Yamaha plante für die Motorrad-Weltmeisterschaft 2009 die erfolgreiche Titelverteidigung aus dem Vorjahr. Der flüssigkeitsgekühlte Viertaktmotor mit vier Zylindern leistet über 147 kW und erlaubt eine rechnerische Höchstgeschwindigkeit von 320 km/h. Die Kraft überträgt ein Sechsganggetriebe. Das Chassis des Motorrads besteht aus einem Delta-Box-Doppelrohrrahmen und einem Schwingarm aus Aluminium. Sowohl die Lenkungsgeometrie als auch der Radstand und die Bodenfreiheit sind verstellbar. Die Radaufhängung wird von Öhlins gestellt. Gemäß dem geltenden Reglement für diese Saison setzte Yamaha 16,5 in (419 mm) große Reifen ein; Räderhersteller ist Marchesini.

### 2012er-Modell
Nach der Niederlage Yamahas gegen Honda (Honda RC213V) bei der Motorrad-Weltmeisterschaft 2011 und seinem Weltmeister Casey Stoner entwickelte Yamaha für die Saison 2012 ein neues Motorrad. Das Chassis besteht bei dieser Ausführung aus Aluminium. Gemäß dem Reglement hat die Maschine einen wassergekühlten Reihenvierzylindermotor mit 1000 cm³ Hubraum. Mit einer Leistung von 176 kW kann das Motorrad eine rechnerische Geschwindigkeit von 360 km/h erreichen. Die Kraft überträgt ein Sechsgang-Kassettengetriebe, dessen Übersetzungen den jeweiligen Streckenbedingungen angepasst werden kann. Die Dämpfungssysteme werden von Öhlins gestellt.
Die aus geschmiedetem Magnesium gefertigten Räder haben für das Vorder- und Hinterrad eine Größe von 16,5 in (419 mm). Die Bereifung stammt von Bridgestone. Das Bremssystem wird von der Firma Brembo geliefert. Die Bremsanlage am Vorderrad besteht aus zwei 320 mm Kohlenstoffbremsscheiben mit Vierkolben-Bremssätteln. Die Hinterradbremse besteht dagegen aus einer Edelstahlbremsscheibe und einem Bremssattel mit zwei Kolben.